# Arielulus aureocollaris
Arielulus aureocollaris är en fladdermus i familjen läderlappar som förekommer i Sydostasien. Den listades tidvis i det numera upplösta släktet Thainycteris.
Arten har 47,5 till 51,8 mm långa underarmar, 15,8 till 18,0 mm långa öron och 9 till 12 mm långa bakfötter. Kroppen är främst täckt av svartaktig päls. Kännetecknande är en tjock krage med ockra till orange hår. Vid nosen finns bara glest fördelade hår. Även arten Arielulus torquatus har en ljus krage men djuret är av mindre storlek.
Denna fladdermus hittades i norra Thailand, Laos, Vietnam och sydöstra Kina. Den dokumenterades i kulliga områden och bergstrakter upp till 2000 meter över havet.
För arten är inga allvarliga hot kända. Den listas av IUCN som livskraftig (LC).